# Rudolf Dassler
Rudolf Dassler (Herzogenaurach, 26 maart 1898 - aldaar, 27 oktober 1974) was de oprichter van het Duitse sportkledingmerk Puma en een oudere broer van de oprichter van adidas, Adolf Dassler.
In 1924 begon Adolf ('Adi') Dassler samen te werken met zijn broer, Rudolf Dassler, waarna de fabriek de Gebrüder Dassler Schuhfabrik ging heten. Vier jaar later, tijdens de Olympische Spelen in Amsterdam, voorzagen zij enkele Duitse atleten van sportschoenen. Tijdens de Olympische Spelen in Berlijn, acht jaar later droeg onder andere Jesse Owens de schoenen van de Dasslers. Owens won daarmee vier keer goud.
Nadat Hitler aan de macht was gekomen, werden beide broers lid van de NSDAP. Uiteindelijk werd Rudolf opgeroepen voor dienst, terwijl Adi Dassler de fabriek draaiende hield. Tijdens de Tweede Wereldoorlog verslechterde de relatie tussen de beide broers en uiteindelijk stapte Rudolf uit het bedrijf, om aan de overkant van de Aurach zijn eigen fabriek te beginnen, die de in eerste instantie de naam "Ruda" kreeg. Spoedig zou Rudolf Dassler de naam in Puma wijzigen. In de tweedelige film De Dassler broers: Adidas versus Puma komt deze geschiedenis aan bod. Ondanks vele speculaties over de reden van de ruzie tussen de Dasslers, is het nooit duidelijk geworden wat de oorzaak was.
Deze familievete deelde ook de bevolking van het dorp op in twee kampen. Het leverde Herzogenaurach de bijnaam "dorp der gebogen nekken" op, waarmee wordt verwezen naar het feit dat iedereen naar iedereens schoenen kijkt om te zien tot welk kamp de ander behoort. Pas 60 jaar later zouden Puma en Adidas in het kader van de Internationale Dag van de Vrede elkaar weer de hand schudden, op 21 september 2009 is een voetbalwedstrijd tussen de werknemers van de rivaliserende fabrieken gespeeld.
Rudolf Dassler stierf op 27 oktober 1974 aan longkanker.